# شاهکار
شاهکار یا شاه اثر، اشاره به گسترده‌ترین و شاید بهترین، بزرگ‌ترین و مردمی‌ترین یا نامدارترین دستاورد یک نویسنده، هنرمند یا آهنگ‌ساز و هر نوع اثر ارزشمند دارد.
در انگلیسی به آن Masterpiece می‌گویند، و یا Magnum opus که برگرفته از زبان لاتین است.

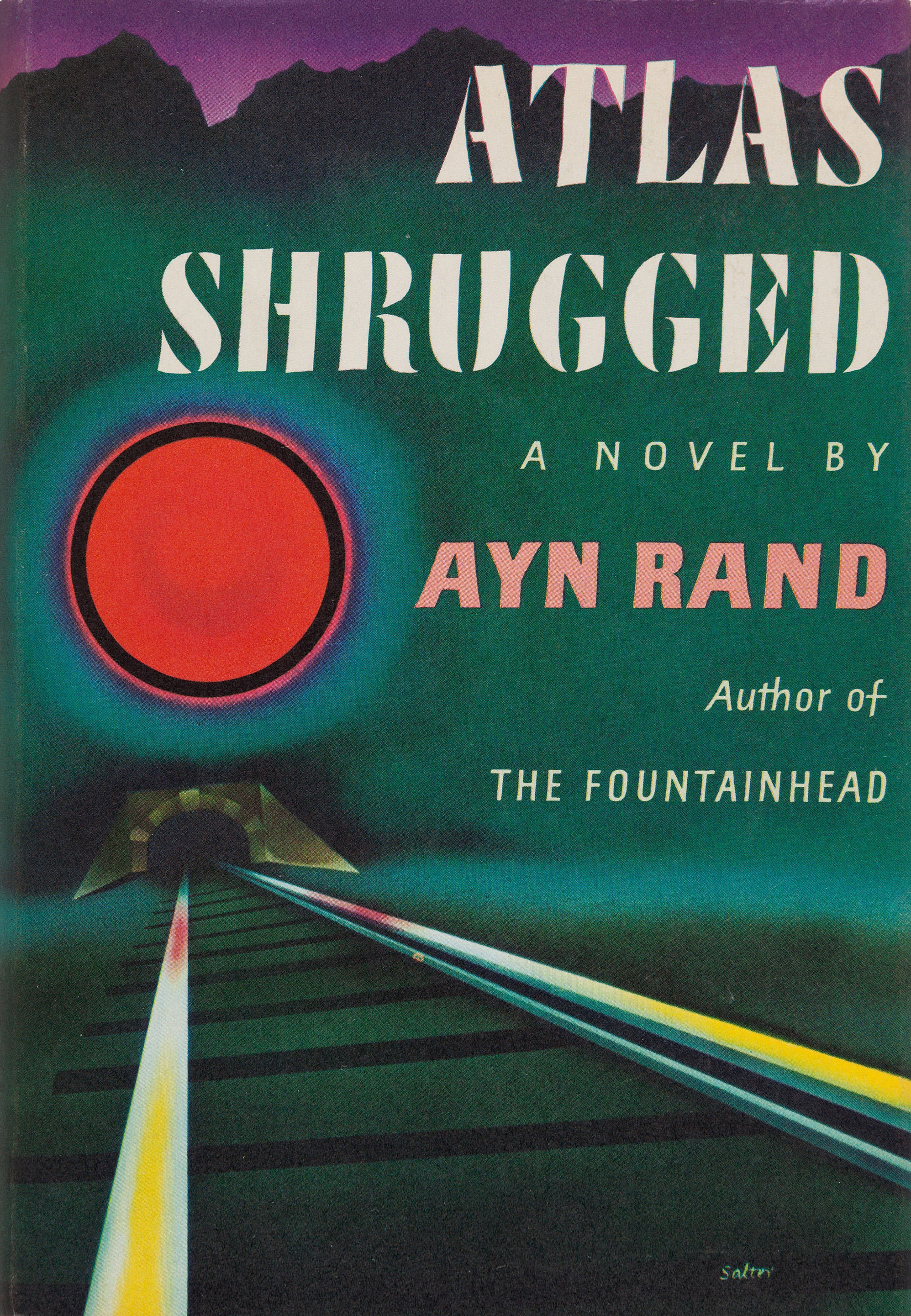
شاهکار ادبی اطلس شانه بالا انداخت